# Сухая Балка (Красноярский край)
Сухая Балка — посёлок в Емельяновском районе Красноярского края. Входит в Шуваевский сельсовет.

## История
В 1976 г. Указом Президиума ВС РСФСР поселок подсобного хозяйства горбольницы переименован в Сухая Балка.

## Население
| 2010 |
| ---- |
| 287  |

## Уличная сеть
- 2-я Строительная ул.

- 3-я Строительная ул.

- Дачная ул.

- Лесная ул.

- Нефтепроводная ул.

- Новая ул.

- Почтовая ул.

- Степная ул.

- Хуторная ул.

- Цветущая ул.
- Химическая ул.